# Aeropuerto de Esmirna-Adnan Menderes
El Aeropuerto Internacional de Esmirna-Adnan Menderes (en turco: İzmir Adnan Menderes Havalimanı) (IATA: ADB, OACI: LTBJ) es el aeropuerto que presta servicio a la ciudad de Esmirna, Turquía. Está situado a 18 km al sudoeste de la ciudad, en el distrito de Gaziemir, y toma su nombre del ex primer ministro del país Adnan Menderes.

## Aerolíneas y destinos

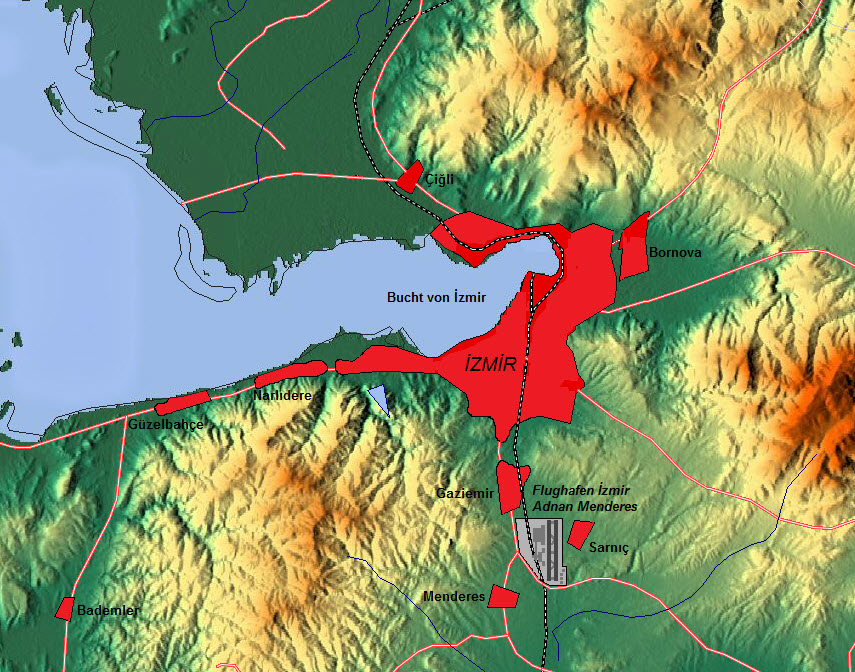
Mapa del aeropuerto

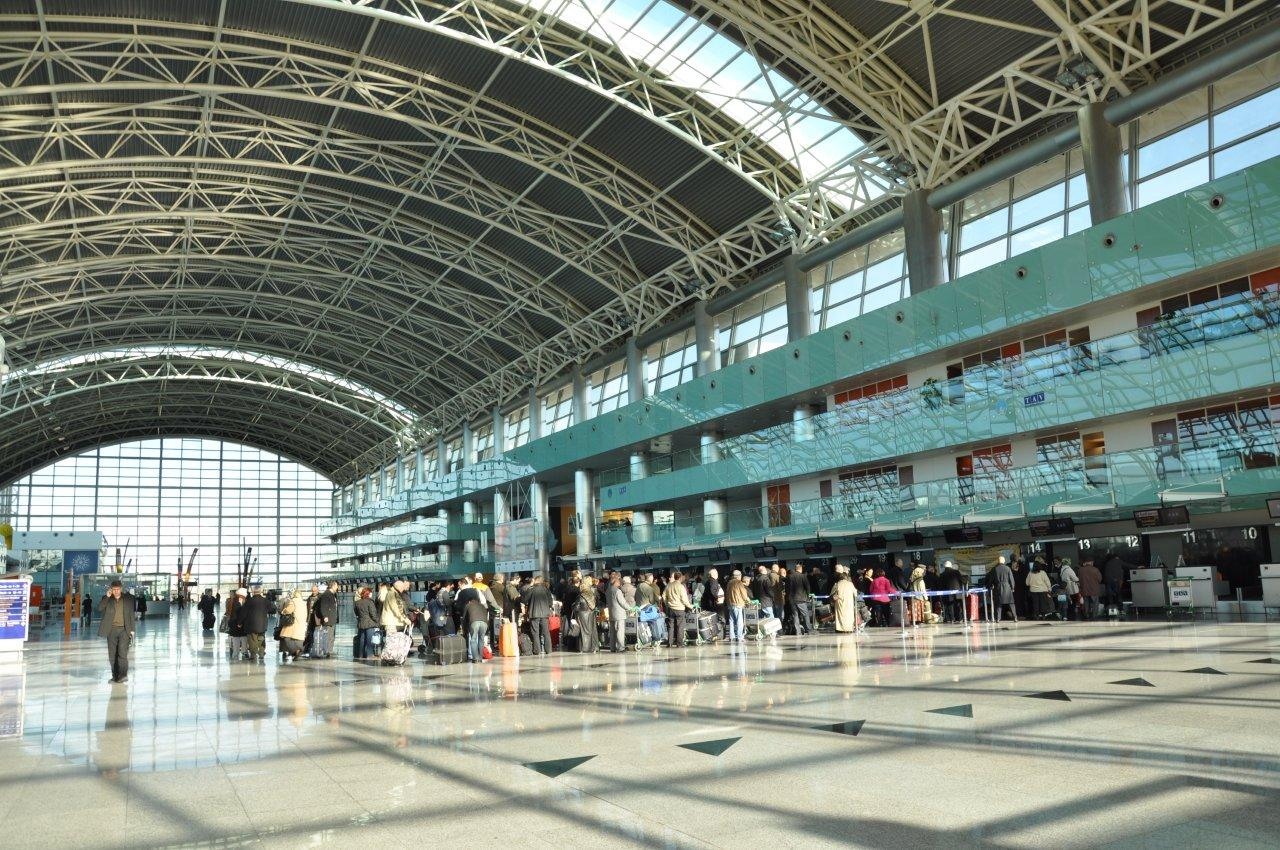
Vista de la terminal

| Aerolíneas                              | Destinos |
| --------------------------------------- | --- |
| Aegean Airlines operado por Olympic Air | Atenas Estacional, chárter: Heraclión |
| Aer Lingus                              | Estacional: Dublín |
| Air Contractors                         | Estacional, chárter: Dublín |
| Azerbaijan Airlines                     | Bakú |
| Biman Bangladesh Airlines               | Daca (inicia en 2024), Nueva York (inicia en 2024) |
| Corendon Airlines                       | Ámsterdam, Bruselas-National |
| easyJet                                 | Estacional: Londres-Gatwick |
| Freebird Airlines                       | Teherán-Imán Jomeini Estacional, chárter: Sarajevo |
| I-Fly                                   | Chárter: Moscú-Vnúkovo |
| Lufthansa                               | Múnich |
| Luxair                                  | Estacional: Luxemburgo-Findel |
| Mahan Air                               | Teherán-Imán Jomeini |
| Meraj Airlines                          | Teherán-Imán Jomeini |
| Pegasus Airlines                        | Adana, Ankara, Antalya, Atenas, Diyarbakır, Düsseldorf, Elazığ, Ercan, Gaziantep, Hatay, Isfahán, Estambul-Atatürk, Estambul-Sabiha Gökçen, Kayseri, Londres-Stansted, Mardin, Samsun, Sivas, Stuttgart, Trabzon Estacional, chárter: Plovdiv |
| Qeshm Airlines                          | Teherán-Imán Jomeini |
| Saudia                                  | Estacional: Yeda, Medina |
| SunExpress                              | Adana, Ámsterdam, Antalya, Basilea-Mulhouse, Berlín-Brandeburgo, Bremen, Bruselas-National (comienza el 30 de junio de 2015), Colonia/Bonn, Copenhague-Kastrup, Diyarbakır, Dortmund, Düsseldorf, Ercan, Erzincan, Erzurum, Frankfurt, Gaziantep, Hahn, Hamburgo, Hannover, Helsinki, Estambul-Sabiha Gökçen, Kars, Kayseri, Londres-Gatwick, Londres-Luton (comienza el 11 de julio de 2015), Malatya, Múnich, Münster/Osnabrück, Nantes, Núremberg, París-Charles de Gaulle, Samsun, Sofía, Strasbourg, Stuttgart, Trabzon, Van, Viena, Zúrich Estacional: Milán-Malpensa, Roma-Fiumicino, Chárter: Cork, Épinal, Salalah, Shannon |
| Swiss International Air Lines           | Estacional: Zúrich |
| Taban Air                               | Teherán-Imán Jomeini |
| Transavia                               | Ámsterdam |
| Transavia France                        | París-Orly |
| Travel Service Polska                   | Poznań, Varsovia-Chopin |
| TUI Airlines Nederland                  | Ámsterdam |
| TUI Airways                             | Estacional: Birmingham, Londres-Gatwick, Mánchester |
| TUI fly Belgium                         | Estacional: Bruselas-National, Lieja, Ostende/Brujas |
| TUIfly Nordic                           | Gotemburgo-Landvetter, Malmö, Oslo-Gardermoen, Estocolmo-Arlanda |
| Turkish Airlines                        | Ankara, Estambul-Atatürk, Estambul-Sabiha Gökçen Estacional: Berlín, Frankfurt, Hamburgo, Múnich, Stuttgart |
| Turkish Airlines operado por AnadoluJet | Ankara |
| Ural Airlines                           | Chárter: San Petersburgo |
| Windrose Airlines                       | Kiev-Boryspil |

## Estadísticas

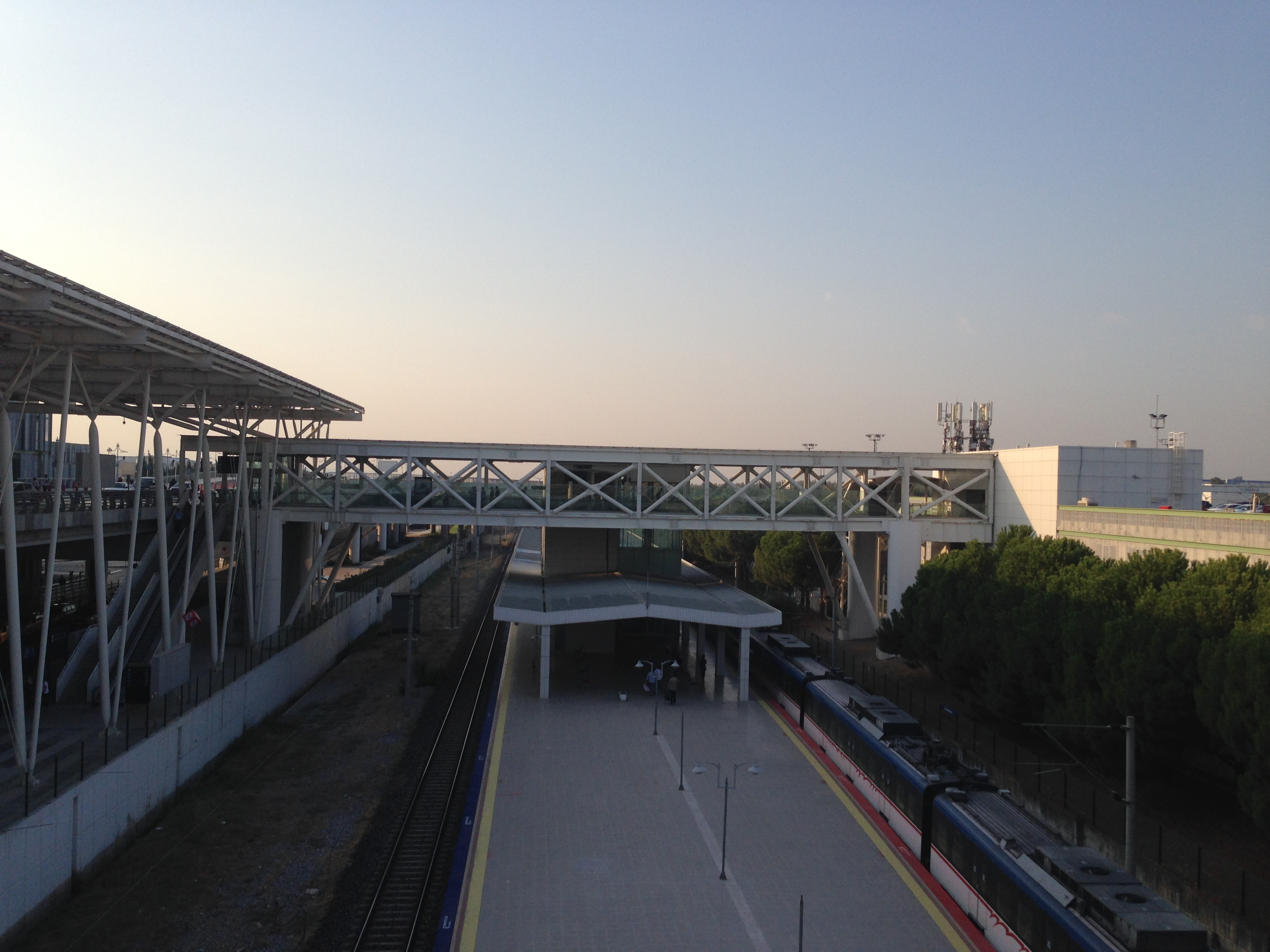
Dos ferrocarriles sirven el aeropuerto

Ver fuente y consulta Wikidata.